# Hungerfordia polymorpha
Hungerfordia polymorpha é uma espécie de gastrópode  da família Diplommatinidae.
É endémica de Palau.